# Inrikesministeriet
För ordet i en mer generell betydelse, se inrikesministerium.
Inrikesministeriet (IM) i Finland är en del av statsrådet (regeringen) och ansvarar för allmän ordning, säkerhet, polisväsendet, civil krishantering, gränsbevakning, migrations- och diskrimineringsfrågor. Det finns fyra avdelningar vid ministeriet; polisavdelningen, räddningsavdelningen, migrationsavdelningen och gränsbevakningsavdelningen.  I anslutning till inrikesministeriet finns också diskrimineringsnämnden och minoritetsombudsmannens byrå. 
Ministeriets leds av inrikesminister Mari Rantanen. Högsta tjänsteman är en kanslichef.